# To the Last Man (1923)
To the Last Man is een Amerikaanse western uit 1923 onder regie van Victor Fleming. Destijds werd de film in Nederland uitgebracht onder de titel Tot den laatste man.

## Verhaal
Er bestaat een vete tussen boeren en schaapherders. Jean Isbel en Ellen Jorth zijn verliefd op elkaar, maar ze behoren elk tot een van de ruziënde partijen. Hun leven wordt daardoor erg bemoeilijkt.

## Rolverdeling
| Acteur             | Personage    |
| ------------------ | ------------ |
| Richard Dix        | Jean Isbel   |
| Lois Wilson        | Ellen Jorth  |
| Noah Beery         | Colter       |
| Robert Edeson      | Gaston Isbel |
| Frank Campeau      | Blue         |
| Fred Huntley       | Lee Jorth    |
| Ed Brady           | Daggs        |
| Eugene Pallette    | Simm Bruce   |
| Tom London         | Guy          |
| Guy Oliver         | Bill         |
| Winifred Greenwood | Mevrouw Guy  |